# Hypochrysops menandrus
Hypochrysops menandrus är en fjärilsart som beskrevs av Hans Fruhstorfer 1908. Hypochrysops menandrus ingår i släktet Hypochrysops och familjen juvelvingar. Inga underarter finns listade i Catalogue of Life.